# PC Mada

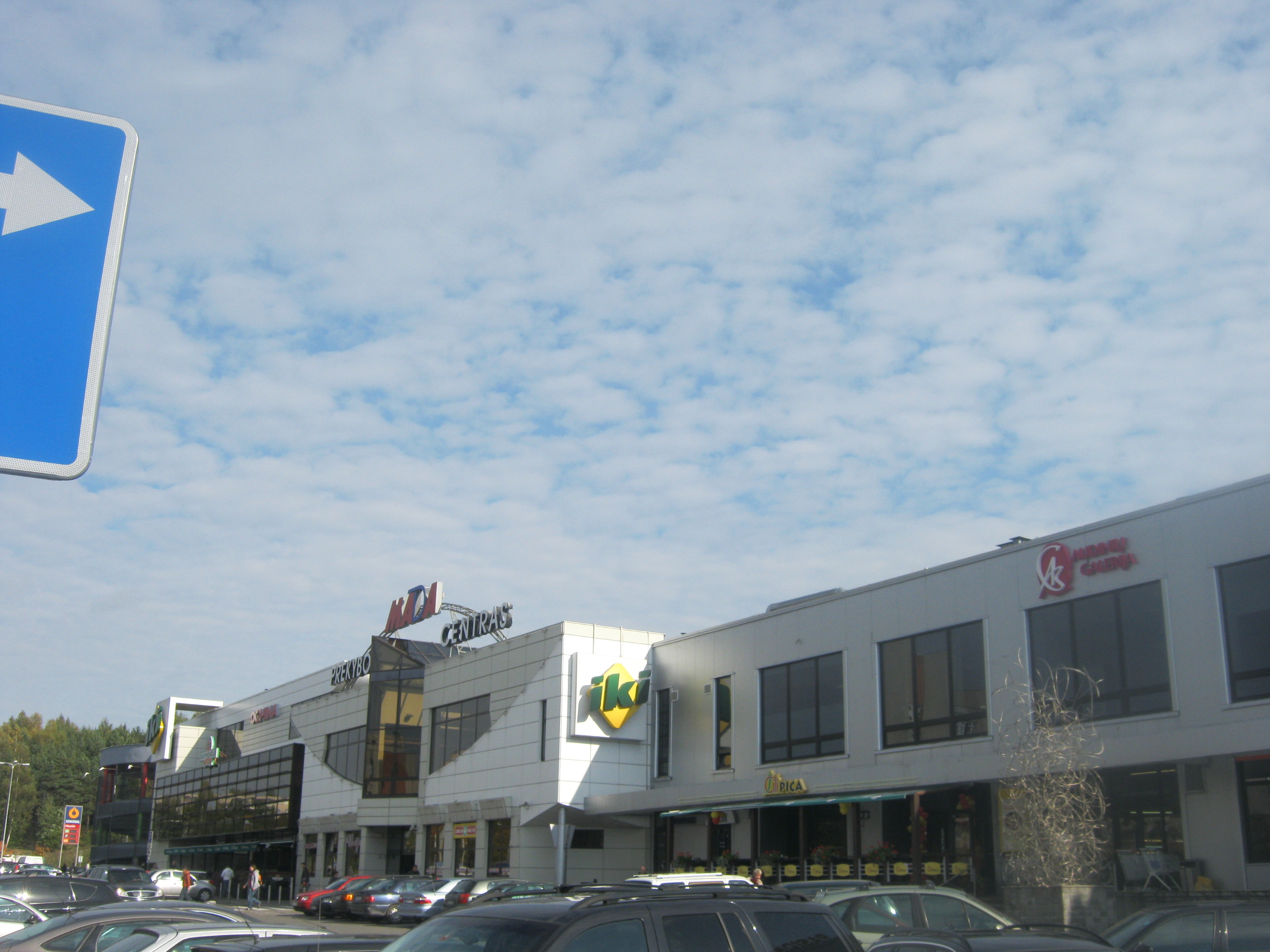
Einkaufszentrum

PC Mada (lit. Prekybos centras Mada) ist ein Einkaufszentrum in Viršuliškės der litauischen Hauptstadt Vilnius. Es wird vom 1994 gegründeten litauischen Unternehmen Limada UAB verwaltet. Jeden Tag hat das Einkaufszentrum MADA  rund 14.000 Besucher. Die  Fläche beträgt 34.700 Quadratmetern, davon 16.950 m² im Bereich von Handelshallen und Lagern. Der überdachter Parkplatz des Einkaufszentrums hat drei Stockwerke.

## Angebote
Das Einkaufszentrum beherbergt über 100 Geschäfte für Lebensmittel (IKI), Kleidung, Stoffe und Nähzubehör, Schuhe, Kurzwaren, Accessoires und Schmuck, Kosmetik und Parfümerie sowie eine Stoffgalerie mit Stoffen, Accessoires sowie Leistungen für Schneider und Designer, Optiker, Apotheke, Bank und andere Dienstleistungsunternehmen. Es gibt verschiedene Unterhaltungsangebote (Bowling, Billard, Tischtennis, Sony-Playstation 5 im Amerigo-Club und Poolbillard im Poolclub), ein „Katpėdėlė“-Restaurant mit der litauischen Küche, „Chili Pizza“,  ein chinesisches Restaurant „New East“.

## Geschichte
1987 wurde das erste Geschäft „Pasidaryk pats“ ('Mach selbst') in Sowjetlitauen geöffnet. Weitere Gebäude wurden nach 10 Jahren gebaut und dann ein Einkaufszentrum eingerichtet. 2003 kostete die Teilrekonstruktion 30 Millionen Litas (etwa 9 Mio. Euro). Von 2023 bis 2025 plant man, es zu renovieren und zu erweitern,  mehr öffentliche Grünflächen in dem Gebiet zu errichten.
Mit der Sanierung des Einkaufszentrums  soll ein lokaler Anziehungspunkt für das Wohngebiet geschaffen werden. An der Fassade des Einkaufszentrums  werden Außenterrassen von Restaurants und eine Fußgängerpromenade mit Grün und Bänken geplant. An den beiden Haupteingängen des Gebäudes gibt es auch Plätze mit Bänken, Grün und Fahrradständern. Auf dem Areal sollen etwa 90 Bäume sowie Sträucher und Kletterpflanzen gepflanzt werden. Der Einkaufskomplex wird 505 Parkplätze, davon 19 Parkplätze  für Behinderte und 101 Plätze  für Elektroautos haben. Außerdem sind 88 Fahrradstellplätze geplant. Der Projektautor ist die Gewerbeimmobilienentwicklungs- und Verwaltungsgesellschaft Baltisches Haus in Zusammenarbeit mit dem Büro „Do Architects“.